# Aurela Gaçe
Aurela Gaçe (nacida el 16 de octubre de 1974 en Llakatundi, Albania) es una cantante de origen albanés pero residente en Nueva York (Estados Unidos). Es la ganadora del Festivali I Këngës 49, pero también ganó las ediciones de 1999 y 2001, convirtiéndose en la cuarta artista más veces en ganarlo, solo por detrás de Vaçe Zela con 12 triunfos en su poder, y de Tonin Tërshana y Manjola Nallbani con 3 victorias cada una. Representó a Albania en el Festival de Eurovisión 2011 con la canción "Feel the passion" no consiguiendo el pase a la final.
También trabajó como jurado en el programa de talentos The Voice of Albania

## Biografía

### Comienzos
Aurela comenzó a adentrarse en el mundo de la música durante su época escolar. Aunque el colegio era para ella un lugar de aprendizaje, a ella le encantaba pasar el tiempo cantando, afición que le llevó a enfocar su futuro profesional en la música. Tras varios intentos de comenzar una carrera musical, fue en 1993, a la edad de 19 años cuando debutó en el Festivali i Këngës en 1993 con la canción "Pegaso". Después de aquella actuación que la dio a conocer, participaría en sucesivas ediciones de este festival que harían crecer su popularidad.
El verdadero debut de Aurela Gaçe se produciría en 1995, en otra edición del Festivali i këngës con una balada llamada "Nata" (Noche) que alcanzó una popularidad considerable provocando el interés de muchos compositores en la joven. En ese mismo festival, la cantante participaría los dos años siguientes y en 1998 publicaría su primer álbum de estudio, pero fue finalmente en la edición de 1999, cuando logró su primer triunfo en el Festivali i këngës con una canción patriótica titulada "S'jam tribu" (No soy un tributo).
Tras graduarse en artes dramáticas en 2000, un año después vuelve a lograr otra victoria en Festivali i këngës con la canción "Jetoj" (Vivo) y publica dos álbumes de estudio.
Tras aquellos logros Aurela decide emigrar a los Estados Unidos, dónde se hace popular en la comunidad albanesa gracias a sus actuaciones en clubes y en eventos privados. En 2007, regresa a Albania y logra una nueva victoria, esta vez en el Kënga Magjike con la canción "Hape veten ti" (Ábrete), compuesta por Flori Mumajesi, que se convertiría en un gran éxito en el país balcánico.

### Festival de Eurovisión 2011
En 2010, Aurela recibió un ofrecimiento de Shpëtim Saraçi para participar nuevamente en el Festivali i Këngës al que la cantante inicialmente se negó, cambiando de opinión poco después al escuchar la maqueta de la canción. 
La canción en cuestión, titulada "Kënga ime" (Mi canción), supondría la tercera victoria de Aurela Gaçe en el Festivali i Kënges y también su participación en el Festival de Eurovisión 2011 celebrado en Dusseldorf. Para aquel evento, la canción fue traducida al inglés con el título de "Feel the passion", sin embargo, no logró el pase a la gran final.

### Actualidad
Tras su paso por Eurovisión, la cantante siguió publicando nuevas canciones y un nuevo álbum de estudio en 2012. Dos años después, vuelve a participar en el Kënga Magjike a duo con el rapero Young Zerka con la canción "Pa kontroll" (Sin control) logrando una contundente victoria. Tan solo un año después, regresó a aquel certamen con otra canción, una balada titulada "Akoma jo" (Todavía no), compuesta por Adrian Hila, que nuevamente conseguiría alzarse con el triunfo.
Después de varios éxitos musicales, en 2018, participa otra vez en el Kënga Magjike a duo con la cantante folclórica Eli Fara con la canción "Zemra Ratatata" (Corazón Ratatata), logrando el segundo puesto, sólo superada por su contrincante Flori Mumajesi.
Después de publicar varias canciones de éxito en Albania, Aurela decidió abrir un su propia sala de conciertos, en la que suele cantar habitualmente junto con otros artistas. Finalmente en 2023, publicó "Unike...", Su séptimo álbum de estudio y el primero después de 11 años.

## Discografía

### Álbumes de estudio
- 1998: Çile Zemrën[7]
- 1998: The Best
- 2001: Tundu bejke
- 2001: Superxhiro
- 2008: Mu thanë sytë
- 2012: Paraprakisht
- 2023: Unike...

### Sencillos
- 1993: "Pegaso"
- 1994: "Nuk mjafton"
- 1995: "Nata"
- 1996: "Me jetën dashuruar"
- 1997: "Pranvera e vonuar"
- 1997: "Fati ynë shpresë dhe marrëzi"
- 1998: "E pafajshme jam"
- 1999: "S’jam tribu"
- 2000: "Cimica"
- 2001: "Jetoj"
- 2007: "Hape veten"
- 2008: "Bosh"
- 2009: "Mu thanë sytë"
- 2009: "Jehonë" (feat. West Side Family)
- 2010: "Origjinale" (feat. Dr. Flori & Marsel)
- 2010: "Kënga ime"
- 2011: "Feel the Passion"
- 2011: "CA$H" (feat. Mc Kresha)
- 2012: "Tranzit"
- 2012: "Boom Boom Boom"
- 2012: "Ja ke nge"